# Tasmanopilio fuscus
Tasmanopilio fuscus is een hooiwagen uit de familie Caddidae.